# اندیس آنومالی علی‌آباد دمق
آنومالی علی آباد دمق یک اندیس فلزی است که در حوالی شهر همدان استان همدان قرار دارد و مادهٔ معدنی موجود در آن، طلا است.  